# Obični žabočun
Obični žabočun (Vodeni trputac, vodena bokvica, kornjačina trava, žabočunka, šumska brada; lat. Alisma plantago-aquatica), vodena trajnica, helofit iz porodice žabočunovki raširena po velikim dijelovima Euroazije i dijelova Afrike.. U Hrvatskoj je jedna od tri vrste žabočuna.

## Galerija
- A. plantago-aquatica
- A. plantago-aquatica,
- A. plantago-aquatica , cvijet
- A. plantago-aquatica

## Vanjske poveznice
- Priroda i biljke

|  | Zajednički poslužitelj ima stranicu o temi Alisma plantago-aquatica    |
|  | Zajednički poslužitelj ima još gradiva o temi Alisma plantago-aquatica |
|  | Wikivrste imaju podatke o taksonu Alisma plantago-aquatica             |